# 福建省厦门市中级人民法院
福建省厦门市中级人民法院是中华人民共和国福建省厦门市的中级人民法院。

## 机构设置
内设立案庭、刑事审判第一庭、刑事审判第二庭、民事审判第一庭、民事审判第二庭、民事审判第三庭、民事审判第四庭、民事审判第五庭、行政审判庭、审判监督庭、执行局、研究室、办公室、干部处、宣传教育处、秘书处、法官培训处、司法行政装备管理处、司法鉴定技术处19个职能处室和法警支队、机关党委、监察室。

## 历任领导
| 院长 副院长 | 党组书记 |

## 知名案例
- 原中共江苏省委常委、省委组织部部长徐国健受贿案
- 原江西省副省长姚木根受贿案
- 原中共广东省纪委副书记、省监察厅厅长钟世坚受贿案
- 原中共河北省委书记周本顺受贿案
- 清华大学诉厦门市清华外语培训中心侵害注册商标专用权案
- 易中天诉长江文艺出版社、海默侵犯《读城记》著作权案
- 起点中文网诉书仓网信息网络传播权侵权案
- 美国雅培制药有限公司诉雅培乳业（南昌）有限公司、南昌雅培贸易有限公司奶粉商标侵权案
- 德国蒙特布兰─辛普洛公司诉厦门市某四星级酒店销售假冒知名品牌侵权案
- 中国年年红公司诉德国舒乐达公司“iska”商标侵权案（原告取得涉案商标的行为被认定属于恶意抢注行为而败诉）

## 对应基层人民法院
- 福建省厦门市思明区人民法院
- 福建省厦门市湖里区人民法院
- 福建省厦门市集美区人民法院
- 福建省厦门市海沧区人民法院
- 福建省厦门市同安区人民法院
- 福建省厦门市翔安区人民法院